# 舒同
舒同（1905年11月25日—1998年5月27日），原名文藻，字宜禄，男，江西东乡人，中国政治人物、书法家，中国共产党党员。

## 生平

### 早期经历
舒同出生于江西省东乡县孝冈镇，5岁即开始临习颜真卿、柳公权的碑帖，由于幼年家贫，只能用笋衣做笔，用染坊废水在芭蕉叶上习字。读了七年私塾后1921年以漂亮的书法考入江西省立第三师范。在校期间，他和同学组织“马克思主义研究会”，1926年加入中国共产党，成为中共东乡县委书记。第一次国共合作期间担任国民党东乡县党部常委，领导东乡工农运动，发动群众驱逐县长，迎接北伐军。1927年四一二事变后，被通缉，流亡武汉、上海、安徽、南京等地。
1930年9月，舒同参加中国工农红军，历任红四军政治部秘书、红11师秘书长、中共赣东特委秘书长、红四军政治部宣传部长、红12师政治部主任、红一军团政治部宣传部部长、红10师政治部主任，参加了中央苏区第一至第五次反围剿作战。长征中，任红2师政治部宣传科长、政治部主任，撰写《向北进攻—胜利的开始》等文章，鼓舞红军指战员士气。抵达陕北后，舒同任红四师政治部主任，参加直罗镇、山城堡等战役。

### 抗日战争与第二次国共内战期间
抗日战争爆发后，舒同任八路军总部秘书长。1937年11月，出任晋察冀军区政治部主任，参与创建、扩大晋察冀根据地。1939年领导晋察冀军区除奸部制造熊大缜案，熊大缜尔后被杀。后调回延安，任中央军委总政治部秘书长兼宣传部长。1944年夏，赴中共山东分局传达整风精神。是年秋任中共山东分局委员兼秘书长、分局学习委员会主任。
第二次国共内战时期，舒同任新四军暨山东军区政治部主任、华东军区政治部主任。1947年1月，他参与策反韩练成。1949年6月，舒同任华东军区暨第三野战军政治部主任、中共华东局常委兼社会部部长、国军工作部部长等职务。

### 中华人民共和国成立后
中华人民共和国成立后，历任中共华东局常委兼宣传部长、华东军政委员会委员、华东文教委员会主任、华东人民革命大学校长、中共华东局党校校长等职务。并被授权组建和担任“特殊情况下的台湾省委第一书记”，但因解放军未能攻击台湾而无法上任。1954年，担任中共山东省委第一书记兼济南军区第一政委、党委第一书记。1958年-1959年期间，由于山东省虚报、浮夸严重，上百万平民因饥饿而死。在其主政山东期间，山东省人口从1957年的5500万，减至1960年年底的5000万。1960年，舒同被降为省委书记处书记职务，暂时下放到章丘县担任县委第一书记。1963年，任命为中共陕西省委书记处书记。
文化大革命期间，长期被监禁、批斗，经毛泽东推荐由他书写的中国农业展览馆的匾额也被砸烂。1978年被平反，任命为中国军事科学院副院长兼军委军战史编辑室主任。1980年，舒同发起成立中国书法家协会，并被推选为第一届主席，以后又担任第二届和第三届的名誉主席。1988年被授予一级红星功勋荣誉章。

## 书法

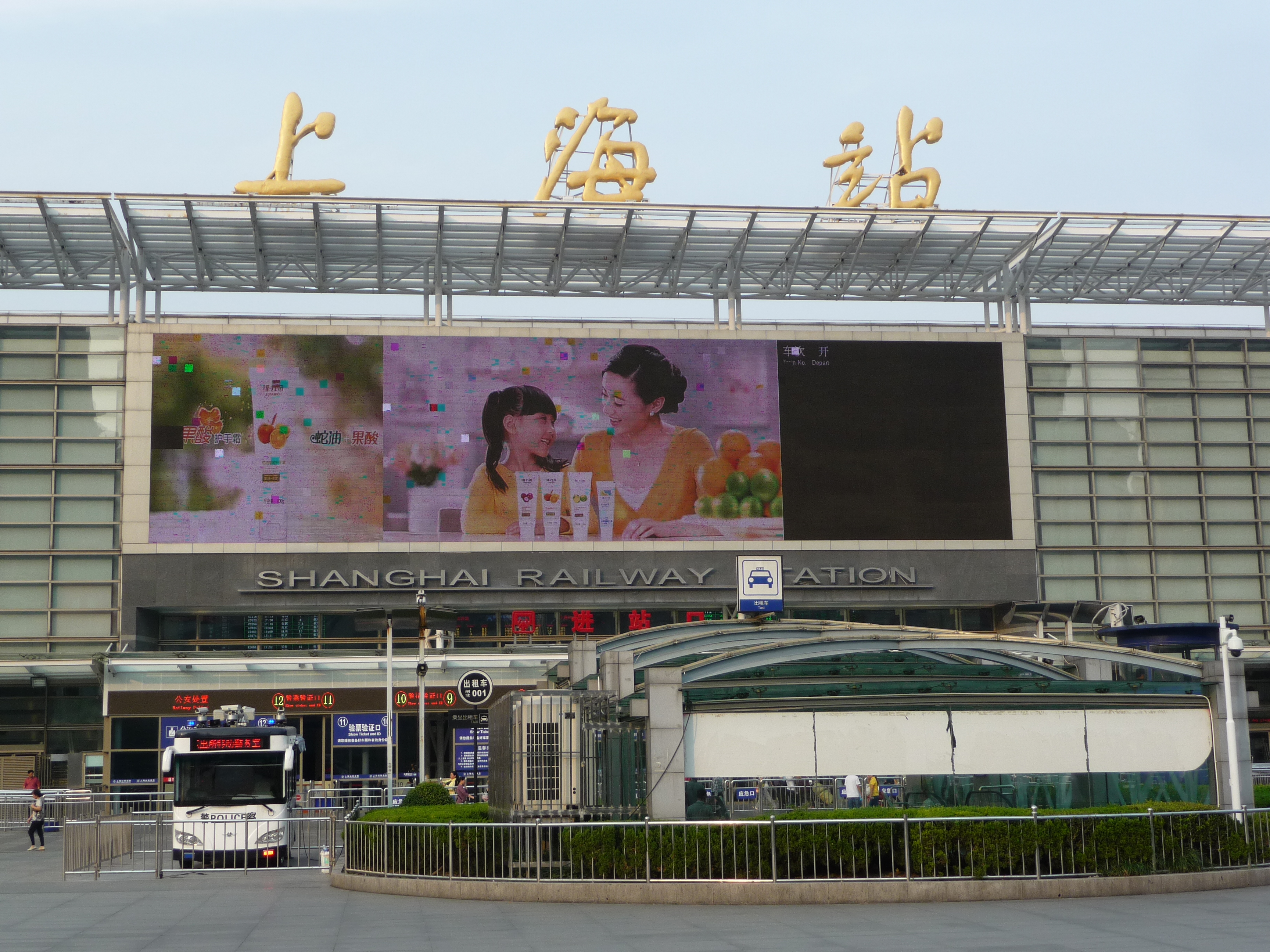
上海站的站名由舒同题写

舒同一生勤于钻研书法，即使长征途中，在马背上也用手指在腿上练字，曾被毛泽东称为“马背书法家”。他创造了“舒体字”，他自称自己的书法是“七分半”，即采纳楷书、行书、隶书、篆书、草书、颜体、柳体各一分，何绍基书法半分，综合而成。毛泽东称他是“党内一支笔，红军书法家”，何香凝评价说：“国共有两支笔，国民党有于右任，共产党有舒同。”
舒同一生不办个人展览，不出书法集，不收弟子。但他的书法作品有求必应，收了很多钱。他在济南疗养期间，由于许多人知道去求字，包括官员、文人、农民、司机、服务员、和尚等，几乎研墨都供不及，许多人甚至自己带研好的墨去求字。

## 著作
- 《党的儿子》（革命回忆录） 舒同，张文秋，陈昌奉等著 山东人民出版社 1959
- 《舒同书法艺术》徐向前题书名，山东美术出版社 1988
- 《舒同书法集》 吴光华 编辑，上海人民美术出版社1995-09
- 《舒同书法集》王云飞、王雪飞 著 , 文物出版社 2006-01

相关书籍
- 《舒同百年纪念文集》 中国文史出版社2005
- 《百年巨匠：舒同》 舒安 著，文物出版社 2018-06。在采取历史文献、口述历史与真实再现三种呈现方式相结合的方式，对舒同的革命生涯、书法进诣及心路历程做了全方位、多角度的展示，形象生动地展现了书法大师舒同的艺术历程及传奇一生。
- 《我与舒同四十年》 石澜 著，陕西人民出版社 1997